# Tethocyathus variabilis
Tethocyathus variabilis är en korallart som beskrevs av Stephen D. Cairns 1979. Tethocyathus variabilis ingår i släktet Tethocyathus och familjen Caryophylliidae. Inga underarter finns listade i Catalogue of Life.